# Peter Williams (cyclisme)
Pour les articles homonymes, voir Williams et Peter Williams.
Peter "Pete" Williams, né le 13 décembre 1986 à Southport en Angleterre, est un coureur cycliste britannique.

## Palmarès
- 2003
  - 3e étape du Tour du Pays de Galles juniors
- 2004
  - 1re étape du Tour du Pays de Galles juniors
  - 2e du championnat de Grande-Bretagne du contre-la-montre juniors
  - 3e du Tour d'Irlande juniors
- 2008
  - 2e de la Shay Elliott Memorial Race
  - 2e du Beaumont Trophy
- 2009
  - Classement général de la Tobago Cycling Classic
- 2010
  - 2e de la FBD Insurance Rás
  - 3e du Beaumont Trophy
- 2011
  - Classement général du Tour d'Ulster
- 2015
  - Eddie Soens Memorial
  - 1re étape du Bałtyk-Karkonosze Tour
  - 3e du Bałtyk-Karkonosze Tour
  - 3e du Ryedale Grand Prix
- 2016
  - 1re étape du Ronde van Midden-Nederland (contre-la-montre par équipes)
  - 2e du Tro Bro Leon
  - 3e du Ronde van Midden-Nederland
- 2017
  - Beaumont Trophy
  - 1re étape du Ronde van Midden-Nederland (contre-la-montre par équipes)
- 2019
  - 2e du Beaumont Trophy

## Classements mondiaux
| Année           | 2010 | 2011 | 2012 | 2013 | 2014 | 2015 | 2016 | 2017 | 2018   |
| --------------- | ---- | ---- | ---- | ---- | ---- | ---- | ---- | ---- | ------ |
| UCI Europe Tour | 395e | 782e | 683e | 880e | 860e | 381e | 263e | 705e | 1 471e |
| UCI Asia Tour   |      |      |      |      |      |      |      | 431e |        |